# ウズベキスタンの仏教

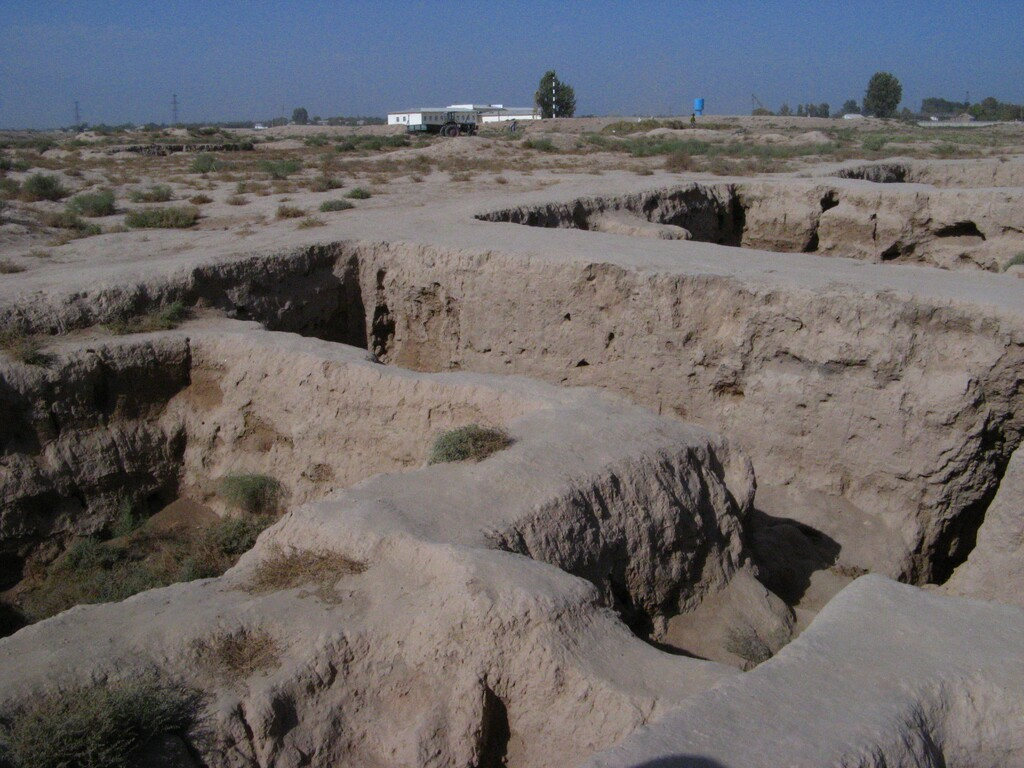
ダルヴェルジン・テペ遺跡の遺構

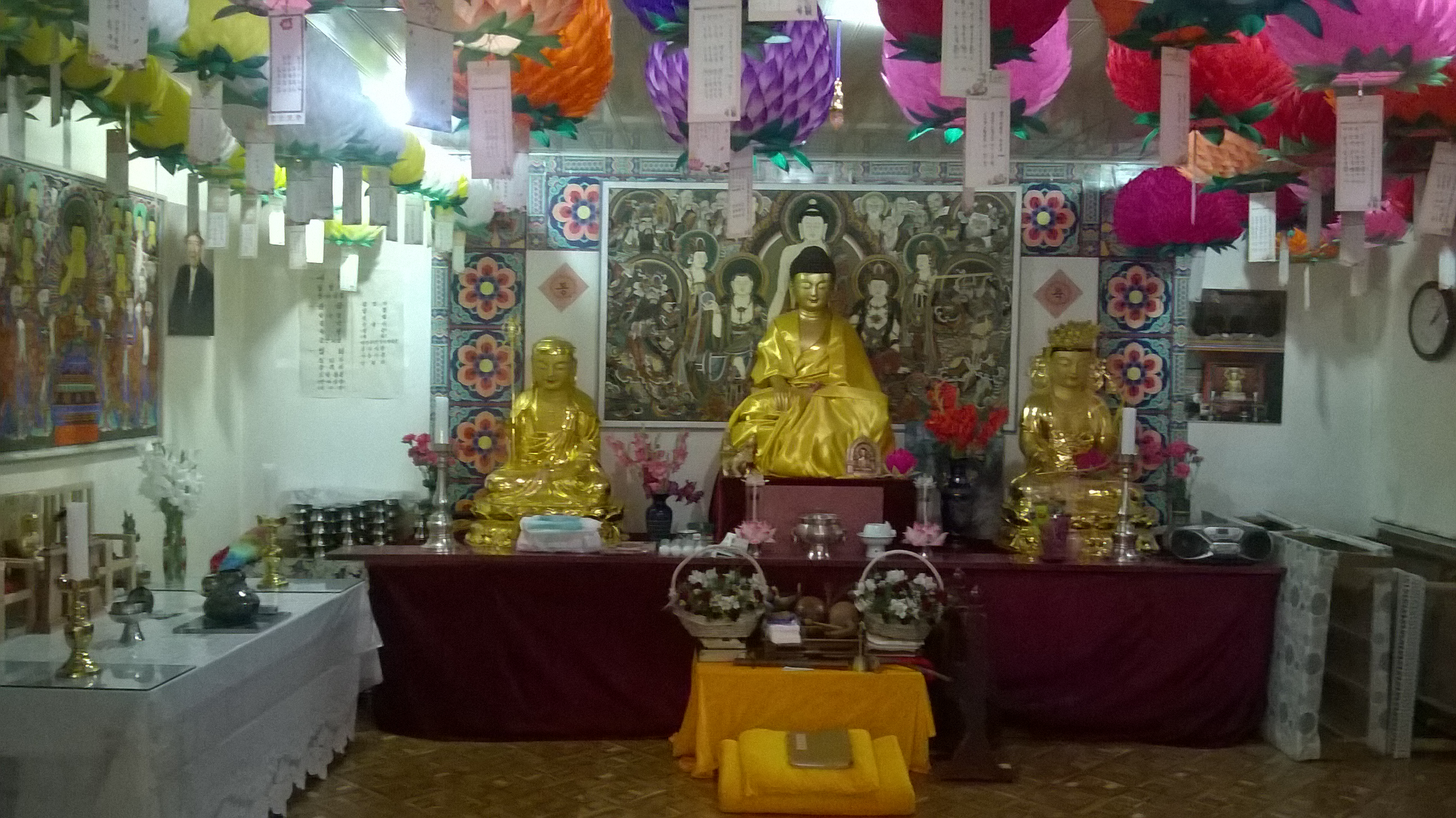
タシュケントにある寺院

本項目では、ウズベキスタンの仏教について記述する。

## 概要
2001年度におけるウズベキスタンにおける仏教信者の割合は全人口の約0.2%であり、そのほとんどを高麗人が占める。
ウズベキスタンにインドから仏教が伝わったのはクシャーナ朝時代の紀元後1世紀頃と推定されており、アムダリヤ川沿いで古くから都市として発展したテルメズには当時の信仰を偲ばせる仏教遺跡が点在している。カラ・テパ遺跡 (Kara Tepa) には寺院、仏塔、僧坊跡が、ファヤズ・テペ遺跡 (Fayaz Tepe) には三尊仏と僧院及び2世紀頃に建造されたレンガ造りのストゥーパが、スルハンダリヤ州北部のダルヴェルジン・テペ遺跡には仏教寺院跡が残っている。テルメズでは1世紀から7世紀頃まで7世紀に渡り主要宗教として信仰されており、ウズベキスタンにおける仏教はテルメズにおいて2～3世紀頃に仏教建築の最盛期を迎えたが、イスラム王朝であるホラズム・シャー朝が11世紀に成立すると偶像崇拝を禁止するイスラム教の教えから仏像が破壊され、13世紀には信仰されることがほとんどなくなったと考えられている。
現在ではテルメズの遺跡のほか、フェルガナ州のクヴァに古代寺院の遺跡が残っている。

## 関連文献
- 『ダルヴェルジンテパ仏教寺院址』創価大学シルクロード研究センター、2017年。
- 加藤九祚; トゥルグノフ, B.; Kato, Kyuzo; Turgunov, Bahodir「古代都市ダルヴェルジン･テパ遺跡出土の新資料」『シルクロード研究』第10号、創価大学シルクロード研究センター、2017年、31-40頁。